# Neorealismo architettonico
Il neorealismo architettonico è una corrente architettonica del razionalismo italiano del secondo dopoguerra.
La tendenza può essere individuata come la prima reazione al Movimento Moderno in architettura, che si sviluppa in Italia, e si riallaccia al più ampio movimento culturale definito appunto Neorealismo, che aveva avuto il suo sviluppo negli anni immediatamente successivi alla fine della seconda guerra mondiale.
L'architettura inizia ad abbandonare il Neoclassicismo semplificato e il monumentalismo del ventennio fascista; nasce il Neorealismo architettonico, che prende forse spunto dalla stagione di grande valore che questa forma di espressione aveva già avuto nel Cinema; nell'architettura, infatti, il movimento è successivo a quello cinematografico.

## Caratteri
La ricerca neorealista è incentrata su una nuova razionalità del costruire, che guarda al passato rivelando il tema sempre attuale, come diversi critici hanno individuato (Zevi, Benevolo, Purini ecc.), di un complesso dell'architettura italiana nei confronti della sua tradizione e dell'identità che da essa ne deriva. Si vogliono ricreare le condizioni, l'ambiente, lo spazio architettonico, il modo di abitare, che nelle realizzazioni principali, che sono quelle pubbliche dell'INA-Casa, si riallacciano all'equilibrio della vita di borgo.
È in questa prospettiva che parte l'esperimento del quartiere Ina-casa Tiburtino a Roma, a cui Michele Valori grande sperimentatore di edilizia residenziale, partecipa nel team guidato da Quaroni e Ridolfi (1950). Le case collettive a cinque piani che Valori propone al Tiburtino presentano una disposizione articolata dei blocchi che permette la varietà dei punti di vista e la creazione di spazi pubblici, a piccola scala, capaci di suggerire la vitalità e la spontaneità del villaggio, uno degli obiettivi che il gruppo di Quaroni e Ridolfi si era prefisso.
«Gli architetti che hanno operato a Roma nei primi anni del dopoguerra», scrive Cappelli, «hanno cercato di evitare forme e immagini associabili al trascorso regime fascista, mettendo al bando riferimenti all'antica Roma, classicismi e neoclassicismi, ma anche il Futurismo e i linguaggi razionalisti più simili alle avanguardie europee».
Questa spinta al rinnovamento porterà allo sbocco di un nuovo linguaggio, da definire attraverso l'indicazione di alcune opere a cui si attribuisce un valore seminale: il quartiere Tiburtino (1949-54), il quartiere Valco San Paolo (1949-50), il Tuscolano (1950-52), l'Unità d'abitazione orizzontale (1950-54), le Fosse Ardeatine (1945-49), le palazzine degli anni Cinquanta, fino a giungere al quartiere Corviale (1972-82).
La realizzazione tra il 1951 e il 1954 del borgo de La Martella, intervento urbanistico di grandissima portata non lontano dalla città di Matera, rappresenta un momento chiave della vicenda dell'architettura neorealista e forse il suo risultato più alto. Il personaggio che darà maggiore impulso alla questione del risanamento dei Sassi materani è Adriano Olivetti. A questo progetto parteciperà Michele Valori, ancora chiamato da Quaroni, con Federico Gorio, Lugli, e Michele Agati. Sempre in quegli anni è da ricordare il concorso nazionale per la realizzazione del borgo rurale di Torre Spagnola (Matera, 1954), bandito dall'UNRRA Casas, a cui Valori parteciperà con Gorio. Il progetto, che si aggiudicherà il primo premio, è costituito da due serie di case in linea che creano altrettanti recinti adiacenti. Lo schema planimetrico chiuso con gli ingressi degli alloggi rivolti verso l'interno del perimetro, è finalizzato alla creazione di uno spazio civico dentro il quale si svolge tutta la vita collettiva del borgo. All'interno di questo, trovano posto i servizi comuni, pensati per servire anche le case coloniche limitrofe. Al centro la chiesa parrocchiale, definita da Leonardo Benevolo "la migliore invenzione di tutto il neorealismo italiano" come fulcro della comunità. Le strade sono destinate ai pedoni, ai carri agricoli e alle automobili. In questi primi progetti Michele Valori, così come nei successivi che lo impegneranno fino alla metà degli anni Sessanta, realizza impianti residenziali in cui i motivi principali della civilizzazione moderna rispettano la morale, il gusto e la vita di società, e pone la sua maggiore attenzione nel dare agli utenti un'architettura che sia civiltà.
Vi è, quindi, un lavoro sulla coerenza compositiva dei materiali, delle scelte tecnologiche, dei particolari architettonici e costruttivi, delle interpretazioni sociologiche e psicologiche dell'ambiente costruito esistente e storico. I suoi maestri sono Ignazio Gardella, Michele Valori, Mario Ridolfi, Carlo Aymonino, Ludovico Quaroni, Giovanni Michelucci, anche se quest'ultimo spazia anche in altre tendenze.
Altri esempi di ciò sono:
- del 1950 il quartiere Tiburtino a Roma (capogruppo Ridolfi e Quaroni);
- dal 1950-1960 diversi progetti di Michele Valori come le residenze multipiano nel quartiere Tiburtino a Roma (1949/54), il complesso residenziale UNRRA Casas (Catania 1949/59), l’elaborazione del piano urbanistico del villaggio La Martella a Matera (1952/54), il complesso piano di zona IACP Corviale a Roma realizzato sempre da Valori insieme a Mario Fiorentino e negli edifici residenziali dell’Eur a Roma (1955/ 59), il quartiere INA Casa a Trapani (1957/63), nei progetti per la palazzina di Poggio Ameno (1961/64), alle sperimentazioni di edilizia residenziale pubblica che vedono Michele Valori al fianco di architetti come Ludovico Quaroni e Mario Ridolfi, per la ricostruzione dopo il conflitto mondiale, fino alla travagliata definizione del nuovo piano regolatore di Roma (1955 /1962)
- del 1952 il progetto per le chiese di San Giovanni Bosco a Cinecittà (Michele Valori)
- del 1951 il quartiere Spine Bianche a Matera (Carlo Aymonino e Michele Valori);
- del 1951 le torri INA-Assicurazioni in viale Etiopia a Roma (Mario Ridolfi);
- del 1955-59 edifici residenziali all'Eur, Roma (Michele Valori)
- del 1959-60 quartieri residenziali a Catania, a Messina, a Caltanissetta (Michele Valori)
- Il rifugio di Franco Albini a Cervinia;
- del 1955-59 edificio di abitazione in viale dell'Umanesimo, Roma (Michele Valori, in coll.)
- una villa di Ignazio Gardella nella campagna pavese;
- Quartiere INA-Casa in via Tiburtina, di Ludovico Quaroni, Mario Ridolfi, Carlo Aymonino, Carlo Chiarini, Mario Fiorentino, Federico Gorio, Maurizio Lanza, Sergio Lenci, Piero Maria Lugli, Carlo Melograni, Giancarlo Menichetti, Giulio Rinaldi, Michele Valori;
- Quartiere Valco San Paolo di: Mario De Renzi e Saverio Muratori, Eugenio Montuori, Mario Paniconi, Giulio Pediconi, Fernando Puccioni;
- Quartiere Tuscolano, di Mario De Renzi, Lucio Cambellotti, Francesco Fariello, Adalberto Libera, Saverio Muratori, Giuseppe Perugini, Giulio Roisecco, Dante Tassotti, Luigi Vagnetti;
- Unità d'abitazione orizzontale di Adalberto Libera;
- Mausoleo delle Fosse Ardeatine di Nello Aprile, Cino Calcaprina, Aldo Cardelli, Uga De Plaisant, Mario Fiorentino, Giuseppe Perugini.